# Fernando Usero
Fernando Usero Toledano (ur. 27 marca 1984 w Brazatortas) – hiszpański piłkarz występujący na pozycji pomocnika w CD Mirandés.